# بنية الثورات العلمية

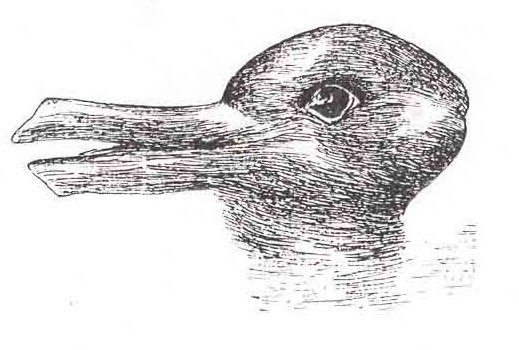
«الخاضع لتجربة غشتالتية يعلم أن إدراكه قد تغير لأن بإمكانه تغيير إدراكه ذهابًا وإيابًا وهو ممسك بذات الورقة في يديه. مدركًا أن لا شيء في محيطه قد تغير، يوجه انتباهه بتزايد - ليس نحو الرسم (البطة أو الأرنب) بل نحو الخطوط المرسومة على الورق. في الأخير قد يتمكن أن يتعلم رؤية تلك الخطوط بدون أن يرى لا البطة ولا الأرنب، وقد يقول حينها (ما لم يكن يتخيل أن يقوله قبلها) أنها تلك الخطوط التي يراها في الحقيقة لكنه يراها بالدور إما بطة أو أرنب. ...وفي كل الاختبارات النفسية الشبيهة، تعتمد فعالية الاختبار على إمكانية تحليلها بهذه الطريقة. لولا وجود ثمة معيار خارجي يمكن من خلاله استعراض تبديل في الرؤية، لكان من المستحيل الخروج باستنتاج حول الإحتمالات الاستشعارية البديلة» - مقتبس من الكتاب

بنية الثورات العلمية للمؤلف توماس صامويل كون كتاب يتناول تحليلًا لتاريخ العلوم، وكان نشره سنة 1962 حادثة مهمة في تاريخ وفلسفة العلوم وعلم الاجتماع المختص في هذا الشأن، حيث أدى إلى إعادة تقييم ذاتي على المستوى العالمي وردة فعل تجاوزت مجتمع العلماء. في هذا العمل، تحدى «كون» النظرة التقليدية للتقدم في «العلم العادي ». وكان يُنظر للتقدم العلمي أنه بمثابة «تطور بالتراكم» للنظريات والحقائق واسعة القبول. وجادل «كون» ليطرح نموذج «وقائع» أو «حوادث» قاطعت استمرارية الفكر والمفاهيم في «العلم العادي» بفترات من «الثورات العلمية». وأثناء تلك الثورات، أدى استكشاف الظواهر الشاذة إلى استحداث نموذج فكري كامل، يغير قواعد اللعبة ويحدد اتجاه الأبحاث الجديدة، ويطرح أسئلة جديدة عن بيانات قديمة، متجاوزًا بذلك منهج «حل الألغاز» الذي يتبناه العلم العادي.
مثلًا، شدّد تحليل «كون» لثورة كوبرنيكوس على أن في بداياتها لم تطرح تنبؤات أكثر دقة للأحداث الفلكية (مثلًا مواقع الكواكب) مقارنة بنظام بطليموس إلا أنه أغرى بعض الممارسين لأنهم رأوا فيه إمكانية تطوير حلول أفضل وأبسط في المستقبل. وسمى «كون» المفاهيم الجوهرية للثورة الصاعدة «نماذجها الفكرية» (بارادايم) وباستخدامه لتلك المصطلح أدخله في القاموس العام ليصف المواقف المشابهة في النصف الثاني من القرن العشرين. وسبّب إصرار «كون» أن مسببات « تحول البارادايم » هي مزيج من الأحوال الاجتماعية والتحميسية والوعود العلمية - وليس الإجراءات الممنهجة - ردود فعل غاضبة ولغط. وعالج «كون» المسائل التي سببت قلق المعارضين في تذييل ألحقه بالطبعة الثانية سنة 1969. وفي نظر بعض المعلقين، أدخل تحليل «كون» منظور إنساني واقعي في لُبّ فلسفة العلوم، إلا أن البعض ظل منزعجًا من «تلويثه» لنبالة العلم، لأنه وضع عنصرًا غير منطقي أو لاعقلاني في قلب أكبر إنجازات العلم.

## ملخص

### رؤية كون العامة
يلاحظ (كون) أن أمهات الكتب العلمية التي أسست للعلم الحديث غالبا ما تعطينا صورة مغلوطة عن تطور العلم، ذلك أنها قد كُتبت بعد أن استقرت المناهج العلمية واكتملت، بينما هي لا تفصح عن الوضع ما قبل هذا الاستقرار. ومن هنا فإن (كون) يرى أن لجوءنا لهذه الكتب كمراجع لتأريخ العلم يجعلنا نتلقى صورة غير كاملة عن العلم، مفادها أن العلم عملية تطور تراكمية عن طريق تجاوز نقص المعلومات وخلط المفاهيم والخرافات. يبيّن (كون) من خلال قراءة مختلفة لتاريخ العلم أن العلم يعمل من خلال ما يسميه النماذج الإرشادية، ويتطور من خلال الثورات على هذه النماذج الحاكمة.

من خلال هذه القراءة المختلفة لتاريخ العلم يميز (كون) بين مرحلتين مختلفتين من تطور علم ما: المرحلة الأولى هي مرحلة البحث العشوائي عن كم كبير من المشاهدات أو الوقائع «الخام»، دون أن يكون هناك طريقة معيارية لمحاكمة وتقييم وترتيب هذه المشاهدات عليها، وذلك يؤدي إلى تعدد التفسيرات لنفس المشاهدة. يسمى كون هذه المرحلة مرحلة العلم غير الناضج. في هذا السياق يقول كون في الفصل الثاني من الكتاب:
«وإذا لم تكن هذه المجموعة من المعتقدات [النظرية والمنهجية]  قائمة بين حصاد الوقائع، يتعين إضافتها من الخارج، ربما عن طريق نظرة ميتافيزيقية سائدة، أو عن طريق علم آخر، أو عن طريق حدث شخصي أو تاريخي. ولا عجب إذن أنه في المراحل المبكرة لتطور أي علم، يكون للأشخاص المختلفين الذي يواجهون نفس المدى من الظواهر – دون أن تكون بالضرورة نفس الظواهر تحديدا – أوصاف وتفسيرات متباينة.»
المرحلة الثانية في مسار تطور العلم هي المرحلة التي تبدأ كنتيجة لتواجد مجموعة من المعتقدات النظرية والمنهجية المتكاملة والتي هي ليست بالضرورة وليدة المشاهدات مباشرة وليست الضرورة تحظى باتفاق كل المدارس التي اهتمت بتفسير المشاهدات وليست بالضرورة تفسر كل المشاهدات بل جزء منها فقط. ولأسباب تتعلق بقدرة كل مدرسة على استخدام رؤيتها للتأكيد على شيء مميز في مجموعة الوقائع التي تختارها وتُقيمها وتُفسرها، تتحول رؤية المدرسة الأكثر إنجازاً إلى أول نموذج إرشادي Paradigm يهيمن على باقي الرؤى ويطغى عليها. وفي هذه المرحلة يسمى ذلك العلم علما عاديا Normal Science.

## نبذة تاريخية
يُمثِّل كتاب بنية الثورات العلمية أول منشور، كأفرودة في الموسوعة الدولية للعلوم الموحدة، ثم صدر على هيئة كتاب من مطبعة جامعة شيكاغو في عام 1962. أضاف كون تذييلًا للكتاب يرد فيه على الانتقادات الموجهة للطبعة الأولى في عام 1969. نشرت مطبعة جامعة شيكاغو الكتاب مرة أخرى في ذكراه الخمسين، في أبريل عام 2012، مضافًا عليه مقالة تقديمية لإيان هاكنغ.
ينسب كون نشوء الكتاب إلى عام 1947، عندما كان خريجًا من جامعة هارفارد، وطُلب منه تدريس فصل عن العلوم الإنسانية لطلاب الجامعة مع الاستعانة بدراسة حالة تاريخية. علق كون لاحقًا بقوله «حتى ذلك الوقت لم أقرأ وثيقة قديمة في العلم». احتوى كتاب أرسطو الفيزياء على مفاهيم عن المادة والحركة مختلفة تمامًا عن الواردة في أعمال إسحاق نيوتن. كتب كون: «في خضم قرائتي له، لم يكتف أرسطو بتجاهل الميكانيكا، ولكنه كان فيزيائيًا رديئًا أيضًا. يظهر لي أن كتابات أرسطو عن الحركة مليئة بالمغالطات، في المنطق والملاحظات على حد سواء». كان ذلك تناقضًا ملحوظًا مع حقيقة عبقرية أرسطو. اتضحت رؤية كون بعد قراءة كتاب أرسطو الفيزياء، ورأى أن فهم استدلالات أرسطو وتقديرها ينبغي أن ينبع من الوعي بالتقاليد العلمية المتبعة في عصره. استنتج كون أن مفاهيم أرسطو لم تكن «مفاهيم نيوتنية رديئة»، ولكنها كانت مختلفة فقط. كانت تلك التبصرات أساس كتاب بنية الثورات العلمية.
اقتُرحت أفكار عدة بشأن سيرورة التحقيق العلمي والاكتشافات العلمية قبل نشر كتاب كون. طور لودفيغ فليك علم اجتماع المعرفة العلمية في كتابه نشوء وتطور الحقيقة العلمية (1935). ادعى فليك أن تبادل الأفكار أدى إلى ترسيخ فكرة جماعية، تطورت بصورة كافية، فأدت إلى الفصل بين العلم الاحترافي ودوائر الرجل العامي. كتب كون تصدير نسخة عام 1979 من كتاب فليك، مع ملاحظة أنه قرأه في عام 1950، فتأكد أن شخصًا «رأى في تاريخ العلم ما وجدته بنفسي هناك».
لم يكن كون واثقًا بالاحتفاء بكتابه. أنكرت جامعة هارفارد تبوءه الأستاذية قبل ذلك ببضع سنوات. ولكن حقق كتابه مكانة مرموقة بحلول منتصف الثمانينيات.
يرد كون مباشرة على نظريات كارل بوبر عن «القابلية للدحض»، إذ يعتبرها بوبر الشرط الأهم للتمييز بين العلم واللاعلم. يتناول كون أيضًا البرهنة، الحركة الفلسفية الناشئة في عشرينيات القرن العشرين بين الوضعيين المناطقة. يشترط مبدأ البرهنة ضرورة دعم العبارات بدليل تجريبي أو متطلبات منطقية كي يكون لها معنى.

## كون والتقدم العلمي
انتهت الطبعة الأولى من بنية الثورات العلمية بفصل عنوانه «التقدم عبر الثورات»، ويطرح فيه كون رؤاه عن طبيعة التقدم العلمي. يعتبر كون حل المشكلات عنصرًا مركزيًا في العلم، ورأى لقبول بارادايم مرشح جديد في المجتمع العلمي، ينبغي «أولًا، أن يبدو المرشح الجديد قادرًا على حل مشكلة معروفة لا يمكن حلها بطريقة أخرى. وثانيًا، أن يعد البارادايم الجديد بالحفاظ على جزء كبير نسبيًا من نشاط حل المشكلات الراسخ، الذي ميَّز العلم في السابق».
من النادر أن يكون البارادايم الجديد بتوسع القديم في مراحله الابتدائية، ولكن يجب أن يقدم وعودًا بحل المشكلات في المستقبل. ونتيجة لذلك، لا يقدم البارادايم الجديد نفس إمكانات سابقيه، إذ يحافظ سابقوه على قدر كبير من الأجزاء الراسخة للإنجازات السابقة، ويسمح بحلول إضافية للمشكلات على الجانب الآخر.
أضاف كون تذييلًا في الطبعة الثانية، يوضح فيه كون أفكاره عن طبيعة التقدم العلمي. يطرح كون تجربة فكرية تشمل ملاحظًا لديه فرصة فحص تشكيلة من النظريات، تتوافق كل منها مع مرحلة مفردة في تتابع من النظريات. ماذا إذا قُدمت هذه النظريات للملاحظ دون تصريح بتتابعها الزمني؟ يتوقع كون إمكانية إعادة ترتيبها زمنيًا بناءً على نطاق النظريات ومحتواها؛ لأنه كلما كانت نظرية ما أحدث، ارتفعت جودتها كأداة لحل الألغاز المحيرة للعلماء. يقول كون: «لا أتبنى موقفًا نسبويًا، بل يوضح موقفي المعنى الذي أؤمن به بشأن التقدم العلمي».

## روابط خارجية
- بنية الثورات العلمية على موقع الموسوعة البريطانية (الإنجليزية)